# Notropis perpallidus
Notropis perpallidus је зракоперка из реда Cypriniformes и фамилије Cyprinidae. 

## Угроженост
Ова врста је на нижем степену опасности од изумирања, и сматра се скоро угроженим таксоном.

## Распрострањење
Сједињене Америчке Државе су једино познато природно станиште врсте.

## Станиште
Станиште врсте су слатководна подручја.